# Armour (South Dakota)
Armour is een plaats (city) in de Amerikaanse staat South Dakota, en valt bestuurlijk gezien onder Douglas County.

## Demografie
Bij de volkstelling in 2000 werd het aantal inwoners vastgesteld op 782.
In 2006 is het aantal inwoners door het United States Census Bureau geschat op 703, een daling van 79 (-10,1%).

## Geografie
Volgens het United States Census Bureau beslaat de plaats een oppervlakte van
2,4 km², geheel bestaande uit land. Armour ligt op ongeveer 466 m boven zeeniveau.

## Plaatsen in de nabije omgeving
De onderstaande figuur toont nabijgelegen plaatsen in een straal van 24 km rond Armour.